# Cylindrothecium neglectum
Cylindrothecium neglectum là một loài Rêu trong họ Entodontaceae. Loài này được (Müll. Hal.) Besch. mô tả khoa học đầu tiên năm 1872.